# Lista de telenovelas internacionais da TVI
A TVI transmitiu telenovela brasileiras, venezuelanas, mexicanas e estadunidenses de 1993 até atualmente. Aqui está a lista dessas telenovelas transmitidas pela TVI.
Xica da Silva foi a telenovela brasileira mais vista da TVI. Em 2006 assinou um contrato com a Rede Record para exibição de suas novelas, sendo cancelado em 2009 por própria vontade da emissora, que preferia que a TVI adquirisse as novelas no mercado.
Em 2019, transmitiu a telenovela mexicana Maria Madalena.

## Brasileiras

### Década 1990
- 1993 - Rosa Baiana (Rede Bandeirantes)
- 1994 - Éramos Seis (SBT)
- 1996 - Colégio Brasil (SBT)
- 1996 - Xica da Silva (Rede Manchete)
- 1997 - As Pupilas do Senhor Reitor (SBT)
- 1998 - Serras Azuis (Rede Bandeirantes)
- 1999 - Fascinação (SBT)
- 1999 - Pérola Negra (SBT)
- 1999 - Sangue do Meu Sangue (SBT)
- 1999 - Estrela de Fogo (Rede Record)

### Década 2000
- 2000 - O Direito de Nascer (SBT)
- 2000 - Louca Paixão (Rede Record)
- 2000 - Tiro e Queda (Rede Record)
- 2001 - Chiquititas (telenovela brasileira) (SBT)
- 2001 - Dona Anja (SBT)

## Venezuelanas

### Década 1990
- 1993 - Lágrimas
- 1994 - Estrela
- 1994 - O Preço da Paixão
- 1995 - Topázio
- 1995 - Caprichos
- 1995 - Morena Clara
- 1995- O jogo da vida
- 1996 - Fúria do Destino
- 1997 - Kassandra
- 1997 - Dama de Rosa
- 1997 - Mulher Perigosa
- 1998 - Lágrimas de Mulher
- 1999 - Samantha

## Mexicanas

### Década 1990
- 1995 - Ambição (Televisa)

- 1996 - Laços de Amor (Televisa)

- 1998 - Império de Cristal (Televisa)

- 1998 - Maria José (Televisa)
- 1998 - Caminhos Cruzados (Televisa)

### Década 2010
- 2019 - Maria Madalena (TV Azteca)

## Americanas

### Década 2020
- 2020 - Betty, A Feia em NY (Telemundo)

## Espanholas

### Década 2020
- 2025 - presente - Mariana